# Great British Beer Festival

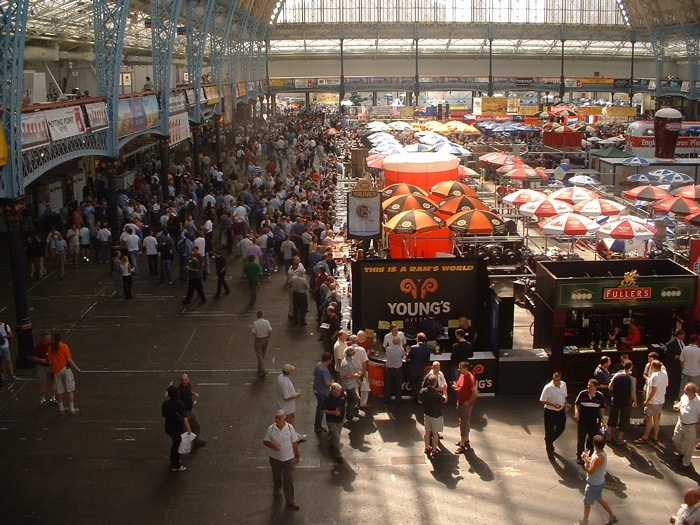
GBBF 2004

Il Great British Beer Festival (conosciuto anche come GBBF), è un festival annuale della birra organizzato ogni agosto a Londra dal Campaign for Real Ale (CAMRA). È dedicato in particolar modo alle birre rifermentate in fusto (dette cask ale o real ale) dal Regno Unito. Nel periodo del festival viene organizzato il Premio per la migliore birra d'Inghilterra. Il Great British Beer Festival è affiancato dal National Winter Ales Festival (Festival nazionale della birra d'Inverno), con una maggiore scelta di stili della birra cosiddetti "invernali" quali porter, stout, barleywine e old ale, ed ha luogonei primi mesi di ogni anno.

## Descrizione
Il GBBF, è disegnato come il più grande pub nel mondo ed offre intorno alle 900 birre di provenienza britannica, oltre a circa 200 birre straniere di diversi paesi. Sidro e sidro di pere (Perry) britannici sono egualmente disponibili. Al festival lavorano oltre 1000 volontari.
Il festival solitamente è tenuto durante la prima settimana di agosto a decorrere da martedì a sabato. Il martedì pomeriggio la sessione è riservata al commercio ed alla stampa, e a metà pomeriggio vengono annunciati i vincitori del Premio per la migliore birra d'Inghilterra (Champion Beer Of Britain). L'apertura al grande pubblico è ammessa dal martedì sera alle sessioni al sabato sera. Secondo i dati del CAMRA, nel 2006 nel corso della settimana visitarono il festival circa 66.000 persone consumando circa 350.000 pinte della birra, circa una pinta venduta ogni secondo. L'aumento dei visitatori fu netto (40%) rispetto al 2005, grazie anche allo spostamento da Olimpia a Earls Court, in una sede più grande e ottimamente collegata ai trasporti. Nel 2012, a causa dell'indisponibilità di Earls Court dovuta al suo impiego per i Giochi olimpici, il festival tornò all'Olympia, per rimanervi negli anni successivi.
Oltre a birra e sidro, il festival offre musica live, aste di oggetti birrari e giochi tradizionali da pub, nonché stand di collezionismo, di libri e gastronomici.

## Eventi storici
Il CAMRA tenne il suo primo grande festival della birra nel centro di Londra, con il nome di Covent Garden Beer Festival dal 9 al 13 settembre 1975. Pur non essendo denominato GBBF, ne viene considerato il precursore. Il primo vero GBBF si tenne nel 1977.

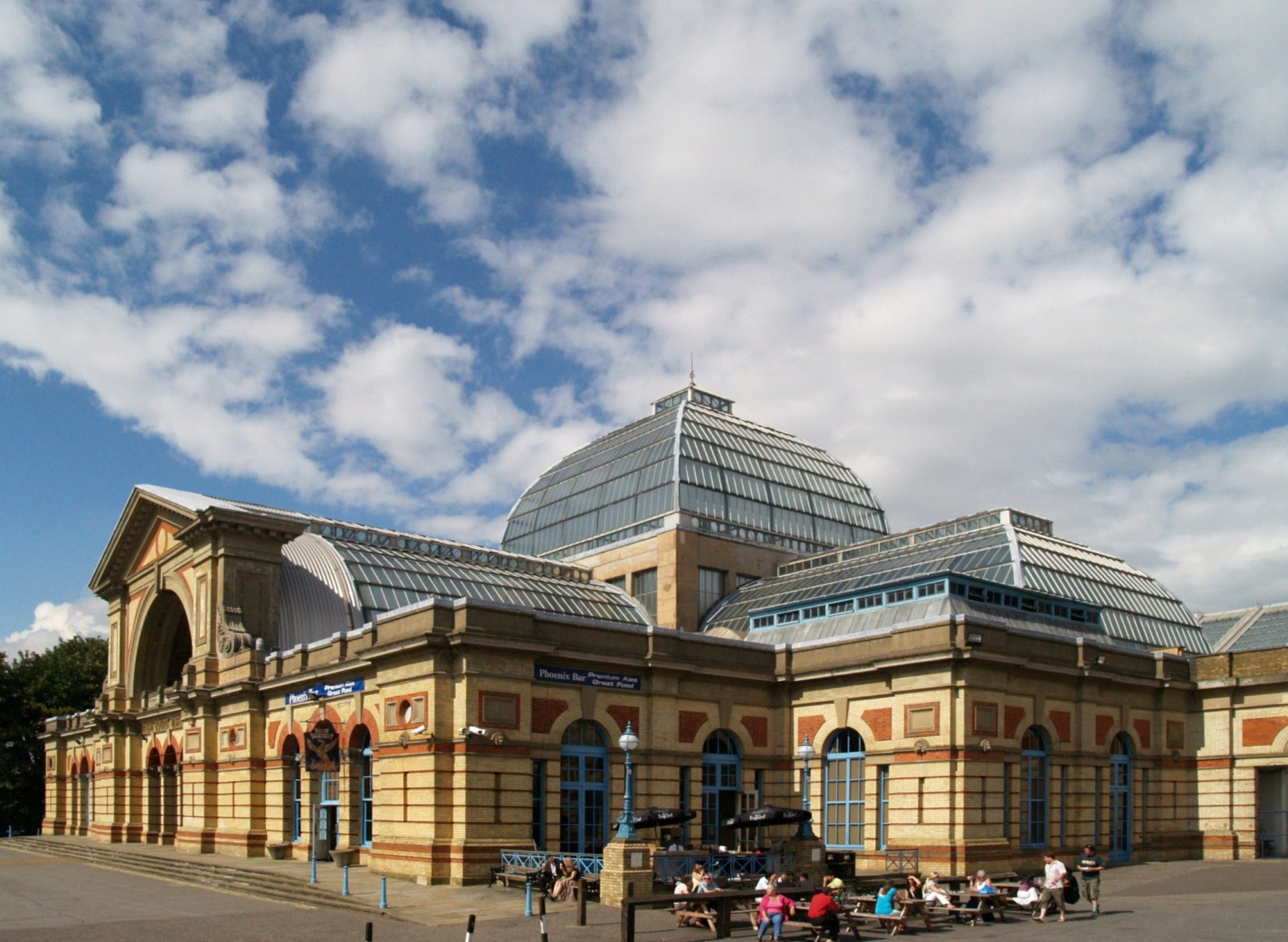
Un ingresso ad Alexandra Palace.

Di seguito vi è l'elenco dove è stato tenuto il festival:
- 1977: Alexandra Palace, Londra
- 1978: Alexandra Palace, Londra
- 1979: Alexandra Palace, Londra
- 1980: Alexandra Palace (in tende dopo che il palazzo fu semidistrutto da un incendio)
- 1981: Queens Hall, Leeds
- 1982: Queens Hall, Leeds
- 1983: Bingley Hall, Birmingham
- 1984: Non avvenuto
- 1985: Metropole, Brighton
- 1986: Metropole, Brighton
- 1987: Metropole, Brighton
- 1988: Queens Hall, Leeds
- 1989: Queens Hall, Leeds
- 1990: Metropole, Brighton
- 1991: London Arena, Londra
- 1992: Olympia, Londra
- 1993: Olympia, Londra
- 1994: Olympia, Londra
- 1995: Olympia, Londra
- 1996: Olympia, Londra
- 1997: Olympia, Londra
- 1998: Olympia, Londra
- 1999: Olympia, Londra
- 2000: Olympia, Londra
- 2001: Olympia, Londra
- 2002: Olympia, Londra
- 2003: Olympia, Londra
- 2004: Olympia, Londra
- 2005: Olympia, Londra
- 2006: Earls Court Exhibition Centre, Londra
- 2007: Earls Court Exhibition Centre, Londra
- 2008: Earls Court Exhibition Centre, Londra
- 2009: Earls Court Exhibition Centre, Londra
- 2010: Earls Court Exhibition Centre, Londra
- 2011: Earls Court Exhibition Centre, Londra
- 2012: Olympia, Londra
- 2013: Olympia, Londra
- 2014: Olympia, Londra
- 2015: Olympia, Londra
- 2016: Olympia, Londra